# وویین بوژوویچ
وویین بوژوویچ (انگلیسی: Vojin Božović؛ ۱ ژانویهٔ ۱۹۱۳ – ۱۹ آوریل ۱۹۸۳) بازیکن سابق یوگسلاو و مربی فوتبال اهل صربستان بود.
از باشگاه‌هایی که در آن بازی کرده‌است می‌توان به باشگاه فوتبال یوگسلاویا و باشگاه فوتبال بئوگراد اشاره کرد.
وی همچنین در تیم ملی فوتبال یوگسلاوی بازی کرده‌است.